# Тур Алматы
Тур Алматы (англ. Tour of Almaty) — шоссейная многодневная велогонка, проходящая по территории Казахстана с 2013 года.

## История
Впервые гонка состоялся в 2013 году как однодневная. Соответствующий меморандум был подписан в феврале 2013 года Международным союзом велосипедистов (UCI), акиматом города Алма-Ата и Казахской федерацией велоспорта. Она получила категорию 1.2. Победителем дебютной гонки стал казахстанский велогонщик Максим Иглинский. В следующем, 2014, году была повышена до категории 1.1.
В 2017 году Тур Алматы стала многодневной гонкой и состоять из двух этапов.
В 2020 году из-за пандемии COVID-19 гонка была отменена.

## Призеры
| Год  | Победитель       | Второй           | Третий           |
| ---- | ---------------- | ---------------- | ---------------- |
| 2013 | Максим Иглинский | Сонни Кольбрелли | Руслан Тлеубаев  |
| 2014 | Алексей Луценко  | Сергей Чернецкий | Сергей Лагутин   |
| 2015 | Алексей Луценко  | Фабио Ару        | Павел Кочетков   |
| 2016 | Алексей Луценко  | Мауро Финетто    | Роман Майкин     |
| 2017 | Алексей Луценко  | Реми Ди Грегорио | Якоб Фульсанг    |
| 2018 | Давиде Виллелла  | Симон Пелло      | Пьерпаоло Фикара |
| 2019 | Юрий Натаров     | Александр Власов | Данило Челано    |